# Rhytiphora
Rhytiphora là một chi xén tóc thuộc tông Pteropliini, phân họ Lamiinae. Chi này được mô tả năm 1835 bởi J.G. Audinet-Serville.